# Till Death Us Do Part
Till Death Us Do Part (deutsch Bis der Tod uns scheidet) ist eine Sitcom aus Großbritannien, die von 1965 bis 1975 mit einigen Unterbrechungen ausgestrahlt wurde. Von der Pilotfolge bis zum Serienfinale 1975 wurden 54 Episoden in insgesamt sieben Staffeln produziert. Sechs Jahre später setzte der Fernsehsender ITV die Sitcom unter dem Titel Till Death… fort. Von 1985 bis 1992 produzierte die BBC eine Fortsetzung mit dem Titel In Sickness and in Health.
Die Idee stammt von Johnny Speight. Till Death Us Do Part spielt im Londoner East End. Dort lebt die Familie Garnett, die patriarchisch geführt wird von Alf Garnett, einem reaktionären Arbeiter der weißen Arbeiterklasse mit rassistischen und antisozialistischen Ansichten. Ertragen müssen dies seine sanfte und gleichmütige Ehefrau Else und seine Tochter Rita. Verschärft wird die Situation von Ritas schlauem, aber faulem Mann Mike Rawlins, der ein Sozialist ist. Die Figur Alf Garnett erreichte in der britischen Kultur einen hohen Bekanntheitsgrad. Mitchell spielte ihn auf der Bühne und im Fernsehen bis zum Tode von Speight im Jahre 1998.
Es wurden zahlreiche Ableger der Serie in verschiedenen Ländern produziert, so auch die deutsche Kultserie Ein Herz und eine Seele. Die britische Serie diente auch als Vorlage für die US-amerikanische Sitcom All in the Family und die Hongkonger Version All in a Family.

## Serie

### Erfolgreiche Jahre
Die Serie wurde schnell ein Erfolg, denn obwohl sie eine Komödie war, stellte sie im Kontext der Zeit das Leben der Arbeiterklasse vergleichsweise realistisch dar. Sie wirft die politischen Fragen in einer schwierigen Zeit der britischen Gesellschaft auf. Die Haltung derer, die Alf in seiner Rolle verkörperte, war so klar inakzeptabel, dass sie lächerlich wurden. Einige Aussagen von Alf waren aber auch unbequem und störend. Es gab aber auch Zuschauer, die nicht erkannten, dass Johnny Speight diese rassistischen Haltungen nur satirisch behandelte. Ironischerweise hatte die Serie eine hohe Akzeptanz bei denen, die die Ansichten Alfs teilten. Mitchell gab der Figur Alf Garnett seine eigene Note und servierte ihn mit seinem eigenen humorvollem Charme, was Alf sympathisch machte. In Interviews gab Mitchell an, dass einige Zuschauer über die Ansichten Alfs hinwegsahen und ihn als Rohdiamanten betrachteten, was Speight enttäuschte.
Die Show zeigt das wesentliche Merkmal Großbritanniens in den 1960er Jahren auf – die Vergrößerung des Generationenkonflikts, die in die 68er-Bewegung mündete. Alf (und in geringem Maße seine Frau) repräsentieren die alte Garde, die traditionelle und konservative Haltung der älteren Generation. Alfs Kämpfe mit seinem politisch links orientierten Schwiegersohn waren nicht nur ideologischer Natur, sondern auch ein Generationen- und Kulturkonflikt. Sein Schwiegersohn und seine Tochter (ein Fan ihres Mannes als aktiver Protagonist) repräsentieren die jüngere Generation. Sie sahen die positiven Aspekte der neuen Zeit mit ihrem entspannten Umgang mit der Sexualmoral, der Mode und der Musik. Diese Dinge waren Alf ein Gräuel. Dieser Liberalismus war der Inbegriff für alles, was in der jüngeren Generation schieflief.
Alf wurde als archetypischer Arbeiter der Konservativen Partei dargestellt. Die Themen, die ihn aufregten, waren meist Fußball oder Politik, sein tatsächliches Wissen hierüber war aber begrenzt. Er verwendete eine Sprache, die in den 1960er Jahren im britischen Fernsehen als nicht akzeptabel galt. Er hat oft rassische Minderheiten als „coons“ (deutsch Neger) bezeichnet. Seinen aus Liverpool  stammenden Schwiegersohn nannte er gerne „Shirley Temple“ oder als „Randy Scouse-Git“ (deutsch Geiler Scouse-Depp). Seine Frau musste sich als „silly moo“ (deutsch „dumme Kuh“) bezeichnen lassen. Mary Whitehouse gab die Show als Beispiel für die moralische Laxheit der BBC an, weil in einer Mainstream-Show das vulgäre Wort „bloody“ (deutsch „verflucht“) verwendet wurde.
Eine Demonstration der satirischen Fähigkeiten ist eine Folge von Speight – nach einer erfolgreichen Verleumdungsklage von Mary Whitehouse gegen Speight – in der Alf Garnet als Fan von Mary Whitehouse bei ihrer ersten Fernsehsendung vom 27. Februar 1967 zu sehen ist. Alf war stolz, ihr aktuelles Buch zu lesen. „Was liest du?“, fragt sein Schwiegersohn. Als er sagte, es handle sich um Mary Whitehouse, kichert sein Schwiegersohn. Alfs Erwiderung: „Sie ist um das moralische Ausbluten der Nation besorgt!“
Der Spruch „Silly moo“ wurde zum Slogan. Ein anderer Garnett-Spruch war „it stands to reason“ (deutsch „Reden wir vernünftig“), den er vor offenkundig unvernünftigen Kommentaren benutzt. Politisch war Alf ein Anhänger von Enoch Powell, einem Politiker, der zum rechten Flügel der Konservativen Partei gezählt wurde. Powell war vor allem für seine Haltung gegen die Zuwanderung von nicht weißen Immigranten nach Großbritannien bekannt. Alf war des Weiteren Fan von West Ham United. In diesem Zusammenhang standen auch Alfs Äußerungen gegenüber Tottenham Hotspur als „the Jews up at Spurs“ (deutsch „die Juden bei den Spurs“), da dieser Club eine beträchtliche jüdische Fangemeinde hat. Diese Zusammenhänge waren eine spielerische Note von Speight, da er wusste, dass Mitchell im wahren Leben sowohl Jude als auch Spurs-Fan war.
In Interviews erklärt Speight, dass das Original von Alf auf seinem Vater basiere, einem standhaften reaktionären East-End-Hafenarbeiter mit einer „unaufgeklärten“ Haltung gegenüber schwarzen Menschen. Speight stellte klar, dass er seinem Vater solche Haltungen zugesprochen habe.
Ab 1972 wurde die Serie in Farbe ausgestrahlt und Rita hatte einen Sohn (Michael).

### Einstellung der Serie
Gegen Ende der Serie erkrankte Dandy Nichols und es war nicht möglich, dass bei der Aufzeichnung Live-Publikum anwesend war. Ihre Sequenzen mussten im Nachgang in die Show hineinkopiert werden. Als auch dies für Nichols zu viel wurde, verließ Else die Familie zur Bestürzung von Alf in Richtung Australien. Patricia Hayes, die zuvor von Zeit zu Zeit die Nachbarin Mrs. Reed verkörpert hatte, erhielt den Vornamen Min. Es erfolgte der Ausbau zu einer Hauptrolle. Ebenfalls ausgebaut wurde die Rolle ihres Ehemanns Bert. Die Rolle wurde aber von Bill Maynard zu Alfie Bass umbesetzt.
Die Einschaltquoten sanken, so dass die Serie 1975 abgesetzt wurde. In der letzten Folge verlor Alf seine Arbeit und ihn erreichte ein Telegramm, in dem Else die Scheidung forderte.

## Produktion
Wie die meisten BBC-Sitcoms wurde Till Death Us Do Part vor Live-Publikum im Studio aufgezeichnet. Die Aufzeichnung erfolgte auf 2-Zoll-Quadruplex-Videoband. Von 1966 bis 1968 wurde die Show in Schwarz-Weiß aufgezeichnet und gesendet. Mit der Rückkehr der Serie 1970 wurde die Produktion und Ausstrahlung der Show auf Farbe umgestellt. Beim Vorspann und Abspann der ersten Farbepisoden wurden die Sequenzen der 1960er-Jahre verwendet und rot koloriert.

## Fehlende Schwarz-weiß-Folgen
Bis auf ein Band existieren die 26 Folgen der Staffeln 1 bis 3 in schwarz-weiß (gesendet zwischen 1965 und 1968) im Original nicht mehr. Sie wurden von der BBC Ende der 1960er- und Anfang der 1970er-Jahre gelöscht. Bei den derzeit existierenden Folgen handelt es sich um das eine Originalband sowie um Kopien auf Film und von Privatsammlern angefertigte Sendekopien. 1997 fand man in einer Privatsammlung die 21-minütige 16-mm-Fernsehaufzeichnung, die lange verschollene Folge „Alf’s Dilemma“ (deutsch „Alfs Dilemma“). Diese Folge wurde 1998 auf UK Gold wiederholt.
Die weiteren vollständig erhaltenen s/w-Folgen: „Arguments, Arguments“, „A House With No Love In It“, „Peace & Goodwill“, „In Sickness and In Health“, „State Visit“, „Till Closing Time Do Us Part“, „The Phone“ und „The Blood Donor“.
In Auszügen erhalten sind: „Intolerance“, „Sex Before Marriage“, „The Bulldog Breed“, „The Workers’ King“, „The Puppy“ und „Aunt Maud“.
Die weitere Suche nach den verlorenen Folgen wird vom BBC-Archiv koordiniert.

## Episoden
Alle Episoden der Serie wurden von BBC One ausgestrahlt. Die Episoden in den 1960er-Jahren waren in schwarz-weiß, die in den 1970er-Jahren in Farbe. Die Pilotfolge sendete BBC 1 am 22. Juli 1965.
Danach wurden insgesamt 49 Folgen in sieben Staffeln ausgestrahlt. Im ersten Block lief die erste Staffel vom 6. Juni bis zum 1. August 1966, die zweite Staffel vom 26. Dezember 1966 bis zum 27. Februar 1967 sowie die dritte Staffel vom 5. Januar bis zum 16. Februar 1968. Nach einer vierjährigen Pause sendete BBC 1 den zweiten Block mit der vierten Staffel vom 13. September bis zum 25. Oktober 1972, der fünften Staffel vom 2. Januar bis 28. Februar 1974, der sechsten Staffel vom 8. Januar bis zum 12. Februar 1975 sowie der siebten Staffel vom 5. November bis zum 16. Dezember 1975.
Dazu gab es noch Sondersendungen zu besonderen Feiertagen. Zwischen der zweiten und dritten Staffel eine zu Ostern, die am 27. März 1967 gesendet wurde, eine zur britischen Unterhauswahl, die am 18. Juni 1970 gesendet wurde, sowie zwei zu Weihnachten, die am 26. Dezember 1972 und am 31. Dezember 1974 gesendet wurden.

## Fortsetzungen
1980 produzierte der damals zu ITV gehörende Fernsehsender ATV eine Weihnachtsfolge mit dem Titel „The Thoughts Of Chairman Alf At Christmas“. Ausgestrahlt wurde die Sendung am 26. Dezember 1980. Kürzlich wurde festgestellt, dass das Originalband gelöscht wurde, was ungewöhnlich ist. Das Löschen von Archivbändern bei ITV wurde 1977 eingestellt. Allerdings hing dies von den einzelnen Sendern des Unternehmens ab. Teilweise wurde noch bis Mitte der 1980er-Jahre Archivmaterial gelöscht, so auch bei ATV. Nach einer Suche fand man zwei Aufnahmen – eine in geringer Qualität (VHS) und eine in mittlerer Qualität (Betamax). Erhältlich ist dieses Spezialausgabe am Fernseh-Shop des „Film- und Fernsehmuseums“ in Bradford.
1981 stellte ATV sechs weitere Episoden unter dem Titel Till Death… her. Hier lebten Alf und „Else“ in einem Altenheim in Eastbourne, zusammen mit der inzwischen verwitweten Freundin Min. Obwohl die Besetzung von Rita unverändert blieb, weigerte sich der Darsteller Antony Booth, zurückzukehren. Ritas Sohn Michael ist jetzt ein Teenager und ein Punk-Rocker. Dieser Fortsetzung war kein großer Erfolg beschieden.
1985 kehrte Alf Garnett mit einer Serie dem Titel In Sickness and in Health (deutsch In Krankheit und Gesundheit) zurück zur BBC. Dies geschah bis ins hohe Alter von Alf und Else (die jetzt im Rollstuhl saß), indem festgestellt werden konnte, dass Alf einige seiner extremsten Ansichten revidierte. Schließlich wurden Mike und Rita geschieden und Rita begann, sich mit einem Doktor zu treffen. Nach der ersten Staffel verstarb Dandy Nichols. In den folgenden Episoden zeigte sich, dass Alf mit dem großen Verlust seiner Frau Else umgehen musste, die er so sehr geliebt hatte.
Der Verlust von Else und Rita als Stammbesetzung verlangte nach neuen Figuren für Alf. Hierzu zählten insbesondere seine Haushaltshilfe Winston (gespielt von Eamonn Walker), ein homosexueller Schwarzer, und Alfs direkte obere Nachbarin „Mrs. Hollingberry“ (gespielt von Carmel McSharry), die sich eventuell vorstellen könnte Alf zu heiraten. 1988 wurde Speight gewarnt, die radikale Sprache weiter zu benutzen. Nach weiteren Diskussionen stand fest, dass Garnetts derbe Sprache nicht weiter fortgeführt werden würde. Speight schrieb die Figur Winston aus dem Drehbuch. Mit diesen Änderungen im Basiskonzept lief die Serie „Sickness and Health“ bis ins Jahr 1992.
Warren Mitchell stand auch mit einem Soloprogramm als Alf Garnet auf der Bühne und im Fernsehen. Dabei gab er Variationen von Alfs selbsterfundenen und reaktionären Philosophie und alte Varieté-Stücke zum Besten. Besondere Aufmerksamkeit erlangte die Show An Audience With Alf Garnett (deutsch Eine Audienz mit Alf Garnett), die es Alf Garnett erlaubte, zu seiner rassistischen Grundhaltung zurückzukehren.
Eine weitere Show nannte sich It Stands To Reason – The Thoughts Of Chairman Alf (deutsch Reden wir vernünftig – Die Gedanken des Vorsitzenden Alf); ein Kritiker schließt, dass „Speight und Mitchell zu beglückwünschen seien für das so gute Verständnis für die Gedanken eines Mannes, den sie hassen“.

## Verfilmungen
Zwei Spielfilme beruhten auf der Serie. Im Film Till Death Us Do Part von 1969. Die erste Hälfte des Films zeigt die jungen „Alf“ und „Else“ während des Zweiten Weltkrieges, die zweite Hälfte beschäftigt sich mit der Gegenwart der „Garnetts“, als sie vom East End Slum nach New Town von Hemel Hempstead umzuziehen, mit all den Veränderungen und Anpassungen, die auf die Familie zukommt.
Ein weiterer Film ist The Alf Garnett Saga von 1972. Adrienne Posta spielt hierbei Rita und Paul Angelis spielt Mike. Bemerkenswert ist, dass in diesem Film Alf Garnett auf einem LSD-Trip ist.

## DVD
In Großbritannien veröffentlichte Network die ersten zwei Farbstaffeln auf DVD. Diese DVD-Edition wird jedoch nicht mehr hergestellt, da die Lizenz an BBC Worldwide zurückging, welche die Folgen unter 2entertain vermarktet. Einige Fans haben die BBC aufgefordert, diese DVD-Edition erneut herauszugeben. Bis vor Kurzem waren nur alle sechs Staffeln von In Sickness & In Health und die Weihnachtssonderausgabe als DVD bei 2entertain erhältlich.
Die vierte Staffel wurde in den Vereinigten Staaten und in Kanada bereits vor der Veröffentlichung durch Network herausgegeben. Veränderungen gab es lediglich in der Titelsequenz. Der Film von 1969 ist sowohl in Großbritannien als auch in den USA erhältlich. Den Film von 1972 gibt es nicht auf DVD. Es sind lediglich einige Raubkopien im Umlauf.

## Unterschiede zuAll In The Family
Die US-amerikanische Serie All In The Family ist inspiriert von Till Death Do Us Part. Es gibt jedoch einige Unterschiede:
- Während in All In the Family Elses Ebenbild Edith ein „Dingsa“, loyal und eine liebende Ehefrau war, war Else Garnett eine kluge, aber lang leidende Frau. Die Verbitterung über ihre unglückliche Ehe zeigte sich auch, indem sie stark rauchte. Sie wurde oft von ihrem Ehemann erniedrigt (wenn er zu ihr „dumme alte Kuh“ sagt), oft auch durch die Familie wegen ihrer einfachen Lebensverhältnisse.

- In All in the Family waren Mike und Archie Bunker immer uneins und selten verstanden sie sich. In Till Death Us Do Part konnten sich Alf und Mike zwar nie einigen, gingen aber immer zusammen in den bürgerlichen Pub. Alf und Mike gingen auch zur Weltmeisterschaft und Mike beschützte seinen Schwiegervater.

- Die Bunkers lebten trotz ihrer Zugehörigkeit zur Arbeiterklasse in einer komfortablen, wenn auch etwas schäbigen Umgebung; die Garnetts lebten in einer einfachen Reihenhaussiedlung.